# Año Internacional de la Agricultura Familiar
La Asamblea General de las Naciones Unidas en su 66.ª sesión declaró oficialmente el 2014 "Año Internacional de la Agricultura Familiar" (AIAF).
La Organización de las Naciones Unidas para la Alimentación y la Agricultura (FAO) fue invitada a facilitar su implementación en colaboración con gobiernos, organismos internacionales de desarrollo, organizaciones de agricultores y otras organizaciones pertinentes del sistema de las Naciones Unidas y organizaciones no gubernamentales.

## Celebración
El 22 de diciembre de 2011 la Asamblea General de las Naciones Unidas en la Resolución 66/222 proclamó el año 2014 Año Internacional de la Agricultura Familiar.
El Año Internacional de la Agricultura Familiar (AIAF) 2014 tiene como objetivo aumentar la visibilidad de la agricultura familiar y la agricultura a pequeña escala al centrar la atención mundial sobre su importante papel en la mitigación del hambre y la pobreza, la seguridad alimentaria y la nutrición, para mejorar los medios de vida, la gestión de los recursos naturales, la protección del medio ambiente y lograr el desarrollo sostenible, en particular en zonas rurales.

En la resolución (A/RES/66/222) la Asamblea General designó el 2014 «Año Internacional de la Agricultura Familiar», Invita a la Organización de las Naciones Unidas para la Alimentación y la Agricultura a que facilite la observancia del Año Internacional de la Agricultura Familiar, en colaboración con los gobiernos, el Programa Mundial de Alimentos, el Programa de las Naciones Unidas para el Desarrollo, el Grupo Consultivo para la Investigación Agrícola Internacional y otras organizaciones competentes del sistema de las Naciones Unidas, así como las organizaciones no gubernamentales pertinentes.
Organización de las Naciones Unidas

## Agricultura Familiar
En el marco del Año Internacional de la Agricultura Familiar AIAF-2014, la FAO propone la siguiente definición de la Agricultura Familiar: “La agricultura familiar es una forma de organizar, la producción agrícola y silvícola, así como la pesca, el pastoreo y la acuicultura, que es gestionada y dirigida por una familia y que en su mayor parte depende de mano de obra familiar, tanto de mujeres como de hombres. La familia y la explotación están vinculadas, coevolucionan y combinan funciones económicas, ambientales, reproductivas, sociales y culturales”. Una definición compartida desde la coordinación de la campaña del AIAF-2014 de la sociedad civil.

## Campaña por la declaración del AIAF
En el año 2008, el Foro Rural Mundial comenzó a compartir entre sus organizaciones socias y colaboradoras un compromiso de apoyo explícito a la Agricultura Familiar. Fue tras el Foro Campesino organizado por el FIDA en febrero de 2008 en Roma cuando, por primera vez, algunas organizaciones agrarias y de desarrollo rural empezaron a caminar juntas en este proyecto a largo plazo.
Desde entonces más de 350 organizaciones campesinas, rurales, etc. de 60 países en los 5 continentes sumaron su apoyo oficial a la Campaña de la Sociedad Civil a favor del AIAF. Lista de adhesiones en la página oficial de la Campaña del AIAF de la sociedad civil.
Esta campaña también tuvo su reflejo en el ámbito de los organismos internacionales. A propuesta del Gobierno de Filipinas, la Conferencia de la FAO propuso que se proclamara 2014 Año Internacional de la Agricultura Familiar en su 37.º período de sesiones celebrado en 2011.l.

## Declaración
El gobierno de Filipinas promovió en el seno de la Asamblea General de las Naciones Unidas la declaración del Año Internacional de la Agricultura Familiar, petición a la que se sumaron otros 40 países.
Finalmente, el 22 de diciembre de 2011 la Asamblea General de las Naciones Unidas proclamó por unanimidad en la Resolución 66/222 el año 2014 como Año Internacional de la Agricultura Familiar. En la declaración, se afirma que “la Agricultura Familiar y las pequeñas explotaciones agrícolas son una base importante para la producción sostenible de alimentos orientada a lograr la seguridad alimentaria” y se reconoce “la importante contribución que la agricultura familiar y las pequeñas explotaciones agrícolas pueden suponer para el logro de la seguridad alimentaria y la erradicación de la pobreza con miras a alcanzar los objetivos de desarrollo convenidos internacionalmente, incluidos los Objetivos de Desarrollo del Milenio”. 
Se trata del primer año internacional promovido y precedido por una campaña previa de la Sociedad Civil.

## Programa Mundial de Preparación de la Sociedad Civil
En el AIAF-2014 confluyen tres niveles: la Sociedad Civil, los organismos internacionales y los gobiernos nacionales, cada uno con su espacio, pero con numerosos puntos de encuentro durante las actividades que se organizarán durante 2014.
Dentro del Programa Mundial de Preparación 2012-2013 de la Sociedad Civil coordinado por el Foro Rural Mundial, se ha promovido la creación de Comités Nacionales de apoyo al AIAF-2014. Estas plataformas, promovidas por las organizaciones campesinas y de desarrollo rural adheridas a la campaña del AIAF-2014, pretenden convertirse en focos de incidencia y de sensibilización en cada país. Durante 2012 y 2013 ya han nacido en Europa, América, Asia, África y Oceanía más de 40 comités nacionales. 
La Sociedad Civil celebra el AIAF-2014 bajo el lema ALIMENTAR AL MUNDO, CUIDAR EL PLANETA.

## Lanzamiento del AIAF-2014
El 22 de noviembre de 2013 tendrá lugar en Nueva York, en la sede de las Naciones Unidas, el lanzamiento oficial del AIAF-2014, organizado por la FAO.
La Sociedad Civil implicada en el AIAF-2014 desea hacer de esa fecha un día mundial de gran impacto mediático, con lanzamientos simultáneos en muchos países, demostrando de esta forma el potencial y el deseo de todos para convertir el AIAF-2014 en un gran impulsor a favor de mejores políticas públicas que favorezcan realmente a la Agricultura Familiar. Cada Comité Nacional, en los países en que ya existe, cada organización, organizará para el lanzamiento en el país o región en la que trabaja, aquellas actividades que considere más apropiadas.

## Principales objetivos del AIAF-2014 de la Sociedad Civil
1. Promover políticas activas en favor del desarrollo sostenible de los sistemas agrarios basados en la unidad familiar campesina, comunal, indígena, cooperativa, pesquera, etc.
2. Potenciar el papel de las Organizaciones Campesinas y Rurales.
3. Sensibilizar sobre la relevancia de apoyar la Agricultura Familiar como modelo eficaz en la producción de alimentos y el desarrollo integral de las zonas rurales.

## Resultados esperados
- Reconocimiento por parte de la ONU, de Organizaciones Internacionales y de los Gobiernos de las distintas naciones del rol que desarrolla la Agricultura Familiar.
- Refuerzo de las Organizaciones Campesinas, de Pastores, Pescadores e Indígenas como interlocutores esenciales ante los poderes públicos.
- Creación, ampliación y fortalecimiento de plataformas nacionales e internacionales para el desarrollo de estrategias y políticas de defensa de un futuro sostenible para la Agricultura Familiar.
- Aumento de la inversión pública en infraestructuras y servicios a zonas rurales.
- Empoderamiento progresivo de la mujer rural mediante el uso de herramientas de apoyo directo. (inversión, crédito, titularidad, etc.).
- Marcos jurídicos que regulen y protejan de forma efectiva la propiedad de la tierra en sus diversas formas así como facilitar el acceso a ella de los jornaleros.
- Programas de formación, de intercambio de conocimientos locales, de potenciación de capacidades y aumento del empleo rural, especialmente entre los jóvenes.
- Construcción de una Red de comunicación mundial, regional y nacional que fortalezca los lazos de solidaridad entre las sociedades urbana y rural.